# Kung Fu Records
Kung Fu Records è un'etichetta indipendente fondata nel 1996 a Seal Beach, California, da Joe Escalante e Warren Fitzgerald, membri della punk rock band The Vandals. Attraverso gli anni si è specializzata soprattutto in musica pop punk, pubblicando artisti come The Ataris, Ozma, Tsunami Bomb, nonché i The Vandals stessi.
Nel 2000 Escalante ha avviato la Kung Fu Films, una filiale che distribuisce DVD di concerti, video musicali, documentari sulle band e film indipendenti.
Inoltre nel 2005 è stata creata la Broken Sounds Records, un'etichetta sussidiaria, specializzata nella produzione di dischi hardcore.

## Storia
Originariamente la Kung Fu Records fu fondata appositamente per realizzare un album della band californiana Assorted Jelly Beans che aveva aperto un concerto dei The Vandals: questi ultimi rimasero talmente colpiti dalla loro performance live che decisero di produrne l'album di debutto; Escalante scelse il nome dell'etichetta per via dei suoi studi di Kung Fu San Soo. Il primo disco realizzato fu un singolo split che includeva brani dei The Vandals e degli Assorted Jelly Beans mentre l'album di debutto venne pubblicato nell'estate di quello stesso anno poco prima dell'uscita della colonna sonora del film Ultimo appello con Ben Affleck, contenente brani di varie band. Verso la fine del 1996 uscì anche un album a tema natalizio dei The Vandals intitolato Oi to the World!.
L'etichetta si sviluppò velocemente; nel 1997 uscì l'album d'esordio degli Ataris Anywhere but Here ed un disco dei Bigwig.
I Vandals ripubblicarono anche alcuni dei loro lavori meno conosciuti come il live Sweatin' to The Oldies e l'album dalle sonorità country Slippery When Ill (ripubblicato come The Vandals Play Really Bad Original County Tunes). Nel 2000 l'etichetta poteva contare su artisti come Apocalypse Hoboken, Antifreeze a Useless ID. In quello stesso anno venne prodotto inoltre un album solista del batterista dei Vandals Josh Freese. 
Una volta scaduto il contratto con la loro etichetta Nitro Records, i Vandals ripubblicarono una "anniversary edition" del loro album Fear of a Punk Planet del 1990, mentre nel 2002 uscì il loro primo album di studio per la Kung Fu, intitolato Internet Dating Superstuds; venne inoltre lanciata una "spin-off" dell'etichetta, specializzata nel genere hardcore e denominata Broken Sounds Records. Nel frattempo altre band firmarono per l'etichetta, inclusi Tsunami Bomb, The God Awfuls, Underminded e Versus the World. 
Negli ultimi tempi la Kung Fu ha visto diminuire parecchio la propria attività; alcune band si sono sciolte (Tsunami Bomb), altre hanno deciso di passare a nuove etichette indipendenti (Ozma e Bigwig) o addirittura a delle major (The Ataris).
Escalante ha cominciato pertanto a concentrarsi soprattutto sulla Kung Fu Films.

## Progetti collegati
Fondata nel 2000, la Kung Fu Films produce film indipendenti, tra i quali That Darn Punk (nel quale Escalante stesso compariva ) e Cake Boy, nonché la serie di DVD di concerti live intitolata The Show Must Go Off! dove compaiono band sia appartenenti alla Kung Fu Records (The Vandals, Tsunami Bomb) sia esterne ad essa, come Alkaline Trio, Guttermouth, Reel Big Fish, Circle Jerks e The Bouncing Souls.
La Kung Fu Films ha inoltre prodotto la serie televisiva in onda su internet Fear of a Punk Planet, più tardi distribuita anche su DVD.

## Artisti

### Artisti attuali
- Biffers
- The God Awfuls
- Sweet and Tender Hooligans
- Useless ID
- The Vandals
- Versus the World

### Artisti del passato
- Antifreeze
- Apocalypse Hoboken
- Assorted Jelly Beans
- Audio Karate
- The Ataris
- Bigwig
- blink-182
- The Chinkees
- Josh Freese
- Kenneth Keith Kallenbach
- Longfellow
- Ozma
- Mi6
- MxPx
- Tsunami Bomb
- Underminded